# Bombus (программа)
Bombus — это свободный jabber-клиент для мобильных телефонов/смартфонов с поддержкой Java/MIDP. В версии 0.5 перешёл с лицензии BSD на GNU GPL 2. Существуют т. н. «моды» — версии с расширенной функциональностью, созданные на основе оригинального Bombus, независимо от основного проекта, например Bombusmod.

## Возможности
- Приём/передача текстовых сообщений.
- Группы контактов.
- Регистрация jabber-аккаунтов.
- Поддержка неограниченного числа аккаунтов, переключение «на лету».
- Добавление, удаление, редактирование пользователей, подписка (авторизация).
- Игнор-лист.
- Списки приватности (Privacy Lists).
- Service Discovery.
- Конференции (Multi-User Chat).
- Поддержка смайликов, отключение «на лету».
- Свето/вибро/звуко сигнализация, профили, динамический свет Siemens M55.
- Установка приоритетов и статусных сообщений.
- Шифрование пароля.
- Блокировка клавиш.
- Поиск в ICQ и в Jabber.
- Просмотр и редактирование vCard, вставка фотографий.
- Запись истории и/или всех статусов в txt (опционально, только в версиях для Siemens).
- Удалённое управление Jabber-клиентами.
- Передача и приём файлов (SOCKS5 & IBB).
- Реконнект при обрывах связи.
- Поддержка многоязычного интерфейса.
- Сжатие трафика до 10 раз (версия ZLib, корректная работа на «слабых» телефонах (с динамической памятью не более 1Мб) не гарантируется).